# Малік сардоба
Сардоба Малік — гігантська цистерна, що знаходиться в Узбекистані в околицях міста Навої. Сардоба споруджена у XI столітті для постачання караван-сараю Рабат Малік. Технічно сардоба являє собою резервуар 13-ти метрів глибиною, накритий куполом діаметром 12 метрів. У підставі купола розташовані три світлових вікна, біля входу — невеликий вхід, що веде до спуску в цистерну. Цистерна наповнювалася водою з річки Заравшан по підземному каналу. 